# Grupos étnicos da África
Os grupos étnicos da África são numerados em centenas, mas cada um tem a sua própria língua (ou dialeto de uma língua) e cultura. Os diferentes grupos étnicos e nações sem estado da África tem sido quase sempre identificados como tribos, embora alguns estudiosos como autor nigeriano Chinua Achebe contestam isto devido à sua possível definição errada para alguns grupos (no seu caso, os ibos da Nigéria) e possíveis conotações negativas.

## Visão geral
Os seguintes grupos étnicos em número de 10 milhões de pessoas ou mais:
- Árabe grupos falantes: ca. 180 milhões. Ver também grupos étnicos do Oriente Médio
  - Árabes, até ca. 30 milhões, dependendo da definição, ver Demografia da Liga Árabe
  - Egípcios, ca. 80 milhões.
  - Berberes ca. 65 milhões
- Hauçás da Nigéria, Níger, Gana, Chade, Camarões, Costa do Marfim e Sudão (ca. 30 milhões)
- Iorubás da Nigéria e Benim (ca. 30 milhões)
- Oromo da Etiópia e Quénia (ca. 30 milhões)
- Ibos da Nigéria e Camarões (ca. 30 milhões)[2]
- Amhara da Etiópia, Sudão, Somália, Eritreia e Jibuti (ca. 20 milhões)
- Ijós da Nigéria (ca. 15 milhões)
- Somalis da Somália, Etiópia e Jibuti (ca. 14 milhões)
- Fulas da Guiné, Nigéria, Camarões, Senegal, Mali, Serra Leoa, República Centro-Africana, Burquina Fasso, Benim, Níger, Gâmbia, Guiné-Bissau, Gana, Chade, Sudão, Togo e Costa do Marfim (ca. 10 milhões)
- Xonas do Zimbabué e Moçambique (ca. 10 milhões)
- Zulus da África do Sul (ca. 10 milhões)

A contagem oficial da população de grupos étnicos na África tem permanecido controversa, porque certos grupos que as populações são fixas, para dar a outras etnias superioridade numérica, como no caso da Nigéria e dos ibos.

## Diáspora africana

### Contemporâneo
Nações e regiões fora da África com importantes populações de ascendência africana:
| Continente / País              | População do país | Afro-descendentes                             | população de Negros/Mestiços |
| Caribe                         | 39,148,115        | 73.2%                                         | 22,715,518                   |
| ------------------------------ | ----------------- | --------------------------------------------- | ---------------------------- |
| Haiti                          | 8,924,553         | 99,9%                                         | 8,701,439                    |
| República Dominicana           | 9,507,133         | 84.00%                                        | 7,985,991                    |
| Cuba                           | 11,423,925        | 10%                                           | 1,126,894                    |
| Jamaica                        | 2,804,332         | 97.4%                                         | 2,731,419                    |
| Trindade e Tobago              | 1,047,366         | 58.00%                                        | 607,472                      |
| Porto Rico                     | 3,958,128         | 8-15%                                         | 39,581*                      |
| Bahamas                        | 307,451           | 85.00%                                        | 209,000                      |
| Barbados                       | 281,968           | 90.00%                                        | 253,771                      |
| Antilhas Holandesas            | 225,369           | 85.00%                                        | 191,564                      |
| Santa Lúcia                    | 172,884           | 82.5%                                         | 142,629                      |
| São Vicente e Granadinas       | 118,432           | 85.00%                                        | 100,667                      |
| Ilhas Virgens                  | 108,210           | 79.70%                                        | 86,243                       |
| Granada                        | 90,343            | 95.00%                                        | 81,309                       |
| Antiga e Barbuda               | 78,000            | 94.90%                                        | 63,000                       |
| Bermudas                       | 66,536            | 61.20%                                        | 40,720                       |
| São Cristóvão e Neves          | 39,619            | 98.00%                                        | 38,827                       |
| Ilhas Caimã                    | 47,862            | 60.00%                                        | 28,717                       |
| Ilhas Virgens Britânicas       | 24,004            | 83.00%                                        | 19,923                       |
| Ilhas Turks e Caicos           | 26,000            | 34.00%                                        | 18,000                       |
| Europa                         | 590,856,462.00    | 2.4%                                          | 8,017,583                    |
| França                         | 62,752,136*       | 5% (inc. French Guiana and other territories) | 3,000,000                    |
| Reino Unido                    | 60,609,153        | 3.0% (inc. partial)                           | 2,015,400                    |
| Itália                         | 59,448,163        | 1.3%                                          | 755,000                      |
| Espanha                        | 40,397,842        | 1.3%                                          | 505,400                      |
| Alemanha                       | 82,000,000        | 0.6%                                          | 500,000                      |
| Rússia                         | 141,594,000       | 0.12%                                         | 400,000                      |
| Países Baixos                  | 16,491,461        | 1.8%                                          | 300,000                      |
| Portugal                       | 10,605,870        | 2.0%                                          | 201,200                      |
| Irlanda                        | 4,339,000         | 1.1%                                          | 43,000                       |
| Polônia                        | 38,082,000        | 0.002                                         | 4,500                        |
| Ásia                           | ?                 | ?%                                            | ?                            |
| Israel                         | 7,282,000         | 1.7%                                          | 127,000                      |
| Japão                          | 127,756,815       | ?%                                            | 10,000 -                     |
| Índia                          | 1,132,446,000     | 0.003%                                        | 30,000                       |
| China                          | 1,321,851,888     | ?%                                            | 8,000+                       |
| América do Sul/América Central | 425,664,476       | 23.9%                                         | 101,532,873                  |
| Belize                         | 301,270           | 31.00%                                        | 93,394                       |
| Guatemala                      | 13,002,206        | 2.00%                                         | 260,044                      |
| El Salvador                    | 7,066,403         | < 0.01%                                       | 0*                           |
| Honduras                       | 7,639,327         | 2.00%                                         | 152,787                      |
| Nicarágua                      | 5,785,846         | 9.00%                                         | 520,726                      |
| Costa Rica                     | 4,195,914         | 3.00%                                         | 125,877                      |
| Panamá                         | 3,292,693         | 14.00%                                        | 460,977                      |
| Colômbia                       | 45,013,674        | 21.00%                                        | 9,452,872                    |
| Venezuela                      | 26,414,815        | 2.5%                                          | 2,641,481 - 6,999,926*       |
| Guiana                         | 770,794           | 36.00%                                        | 277,486                      |
| Suriname                       | 475,996           | 47.00%                                        | 223,718                      |
| Guiana Francesa                | 199,509           | 66.00%                                        | 131,676                      |
| Brasil                         | 14.739.963        | 7.61%                                         | 85,783,143 (ic.pardos)       |
| Equador                        | 13,927,650        | 3.00%                                         | 417,830                      |
| Peru                           | 29,180,899        | 3.00%                                         | 875,427                      |
| Bolívia                        | 9,247,816         | 1.1%                                          | 108,000                      |
| Chile                          | 16,454,143        | < 0.1%                                        | 0*                           |
| Paraguai                       | 6,831,306         | < 0.1%                                        | 0*                           |
| Argentina                      | 40,677,348        | < 0.1%                                        | 0*                           |
| Uruguai                        | 3,477,778         | 4.00%                                         | 139,111                      |
| América do Norte               | 440,244,038       | 11.8%                                         | 39,264,514                   |
| Estados Unidos                 | 298,444,215       | 12.90%                                        | 38,499,304                   |
| Canadá                         | 33,098,932        | 2.7%                                          | 783,795                      |
| México                         | 108,700,891       | <1.00%                                        | 103,000                      |
| Oceania                        |                   |                                               |                              |
| Austrália                      | 21,000,000        | 0.9% (includes partial)                       | 248,605                      |
| Total                          | 5,821,000,000     | 2.9%                                          | 168,879,165                  |